# Lado Leskovar

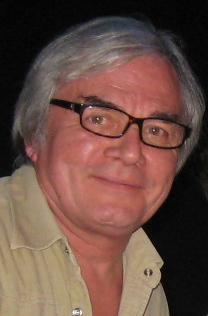
Lado Leskovar (2007)

Vladimir „Lado“ Leskovar (* 23. März 1942 in Ljubljana) ist ein slowenischer Sänger.

## Leben und Wirken
Bekannt wurde er als jugoslawischer Interpret beim Eurovision Song Contest 1967. Mit dem Lied Vse rože sveta, Komposition von Urban Koder und Text von Milan Lindić, wurde er Achter.
Er arbeitet als Journalist beim Sender Radio Televizija Slovenija. 1998 wurde er Botschafter der UNICEF für Slowenien.
Bei den Parlamentswahlen 2008 trat er als Kandidat der Partei Zares an.

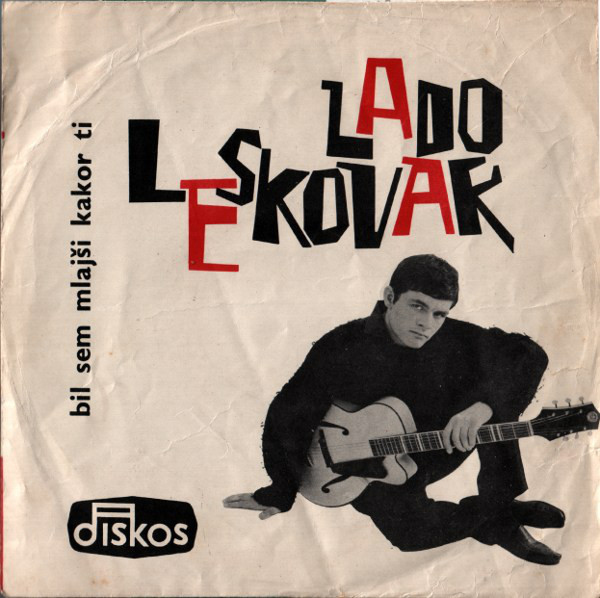
Bil sem mlajši kakor ti (1963)
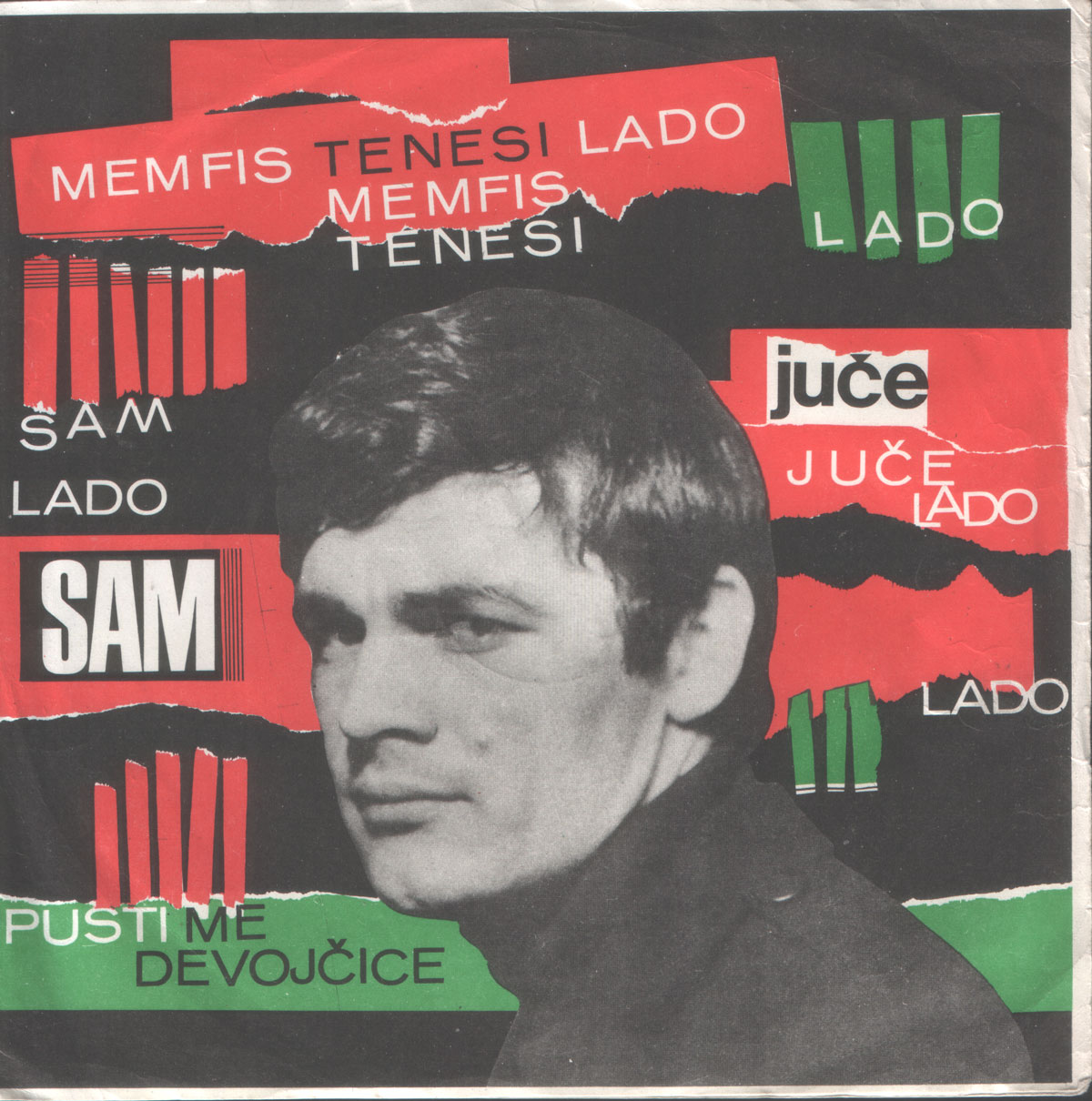
Memfis Tenesi (1966)
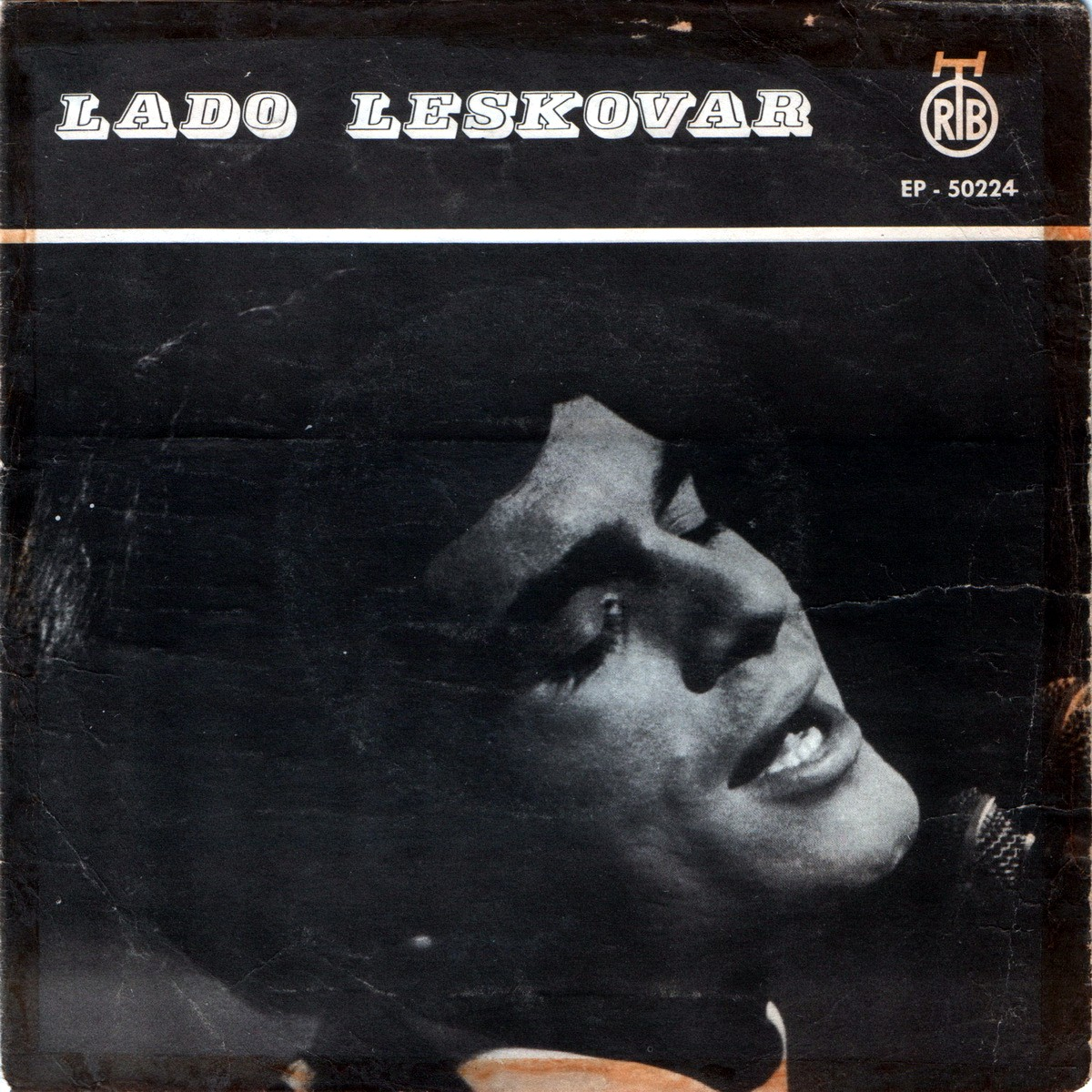
Vse rože sveta (1967)
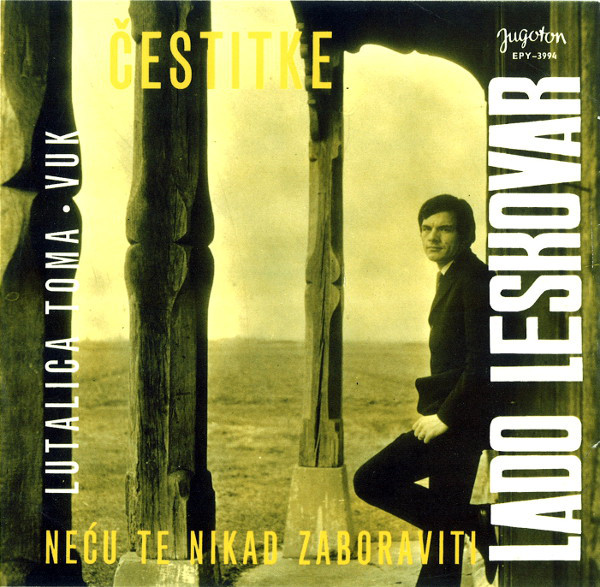
Čestitke (1968)
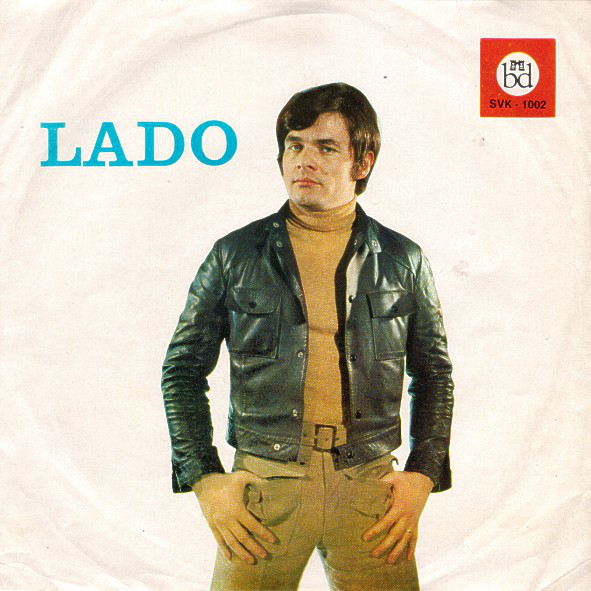
Hej brigade (1969)